# Aleksandar Radukić
Aleksandar Radukić (Nova Gradiška, 22 maggio 1991) è un cestista bosniaco.

## Palmarès
- Campionato bosniaco: 3

Igokea: 2012-13, 2013-14, 2014-15
- Campionato slovacco: 1

Inter Bratislava: 2016-17
- Coppa di Bosnia ed Erzegovina: 2

Igokea: 2013, 2015